# バルバドス・ジョー・ウォルコット
"バルバドス"ジョー・ウォルコット（"Barbados" Joe Walcott、男性、1872年4月7日または1873年3月13日 - 1935年10月1日または10月4日）は、西インド諸島バルバドス出身の元プロボクサー。主にアメリカ合衆国で活躍。元世界ウェルター級チャンピオン。
ヘビー級チャンピオンのジャーシー・ジョー・ウォルコットと区別するため“バルバドス”（Barbados）の称号で呼ばれる。

## 来歴
15歳で渡米、ボストン港で荷役夫として働きながらアマチュアでボクシング、レスリングを経験、州の王者にもなった。
1901年、ジム・ファーンズを破り世界ウェルター級王座獲得。翌1902年12月18日にトミー・ウェストを破り1度防衛したが、1904年4月30日、ディキシー・キッドに20回反則負けでタイトルを手放した。
同年5月12日の再戦の結果はドローでタイトル奪還はならなかったが、その後キッドが体重増加を理由にタイトルを返上したため、同年、戦わずして王座に返り咲く。
その後2年間試合から遠ざかった（銃の暴発による負傷が原因とも言う）が、1906年10月16日、強打者ハニー・メロディの挑戦を受け、判定負けで王座を奪われた。
ジャック・ジョンソンを破ったヘビー級強豪で、40ポンドも体重が重いジョー・チョインスキーを7回KOしたり、他のスポーツの喧嘩自慢と対戦して全勝した等の逸話を残しているが、伝説化されている部分がなきにしもあらずの感がある（例えば、「両腕を垂らすと膝の下まで届いた」などと言われるが、残された写真を見ると疑問がある）。

## 通算戦績
87勝(57KO)24敗24分3無効試合19無判定